# Грин, Шейн
Шейн Грин (англ. Shane Greene, 17 ноября 1988, Клермонт, Флорида) — американский бейсболист, питчер. Участник Матча всех звёзд 2019 года.

## Карьера
Шейн Грин родился 17 ноября 1988 года в Клермонте во Флориде. В бейсбол он начал играть во время учёбы в школе. В 2007 году Шейн окончил старшую школу Ист-Ридж и поступил в Университет Западной Флориды. В конце первого курса он получил травму локтя, которая потребовала операции. После этого Грин лишился спортивной стипендии и был вынужден перевестись в общественный колледж Дейтона-Бич. После восстановления скорость его подачи выросла до 92 миль в час и он заинтересовал скаутов клубов Главной лиги бейсбола. На драфте в 2009 году Шейн был выбран клубом «Нью-Йорк Янкис» в пятнадцатом раунде. Сумма бонуса за подписание контракта составила всего сто тысяч долларов. Первой профессиональной командой в его карьере стала дочерняя команда «Янкис» в Лиге Галф-Кост.
С 2009 по 2013 год Шейн выступал в командах организации «Нью-Йорка». За пять лет он провёл сто пять матчей в младших лигах, в девяноста из которых выходил на поле в роли стартового питчера. Грин одержал двадцать четыре победы при сорока одном поражении с пропускаемостью 4,35. По итогам сезона 2013 года Шейн получил Награду Кевина Лауна лучшему питчеру в фарм-системе «Янкис». В апреле 2014 года он впервые был вызван в основной состав команды.
В регулярном чемпионате 2014 года Грин сыграл за «Янкис» в четырнадцати матчах стартовым питчером, одержав пять побед при четырёх поражениях с пропускаемостью 3,78. В декабре он перешёл в «Детройт Тайгерс» в рамках сделки по обмену Диди Грегориуса из «Аризоны».
В составе «Тайгерс» в сезоне 2015 года Шейн сыграл в восемнадцати матчах, шестнадцать из которых начинал стартовым питчером. Его пропускаемость в этих играх составила 6,88. Месяц он провёл в команде ААА-лиги «Толидо Мад Хенс», а по возвращении тренерский штаб «Детройта» перевёл Грина в буллпен. В конце августа он получил травму руки и досрочно завершил сезон.
В 2016 году Грин принял участие в пятидесяти играх. Он неудачно провёл последние два месяца регулярного чемпионата и его показатель пропускаемости по итогам года составил 5,82 при среднем для реливеров команды 4,22. Причиной спада стала потеря контроля подачи. Следующий сезон сложился для него лучше. В проведённых на поле шестидесяти семи иннингах пропускаемость Шейна составила всего 2,66. В июле, после обмена Джастина Уилсона в «Чикаго Кабс», Грин занял место клоузера команды. В оставшейся части сезона он сделал девять сейвов из десяти возможных. В 2018 году, несмотря на слабое выступление «Тайгерс» в чемпионате, Шейн сделал тридцать два сейва в шестидесяти шести играх.
В январе 2019 года Грин продлил контракт с «Детройтом» на один сезон. В апреле он сделал двенадцать сейвов, а его показатель пропускаемости составлял 1,29. По итогам месяца Шейн был признан лучшим реливером в Американской лиге. В составе Тайгерс он сыграл в тридцати восьми матчах, сделав двадцать два сейва. 31 июля 2019 года клуб обменял Грина в «Атланту».
30 июня Грин был единственным представителем «Тигров» на Матче всех звезд в Кливленде, который стал его первым в карьере матчем на Матче всех звёзд. На момент получения приглашения Грин имел показатель 22 сэйва из 23 возможных сэйва, с ERA 0/87, 0,839 WHIP и 0,152 AVB. В Матче всех звезд Грин сыграл целый седьмой иннинг, выбив всех трех отбивающих, с которыми он столкнулся.
31 июля 2019 года «Тайгерс» обменяли Грина в «Атланта Брэйвз» в обмен на Джо Венца и Трэвиса Демеритта. Грин был приобретен Брейвс, чтобы занять роль клоузера, которую ранее выполняли Ародис Вискано, Эй Джей Минтер и Люк Джексон. Из-за  проблем со стороны Грина, менеджер «Брэйвз», Брайан Сниткер, 9 августа отстранил его от должности клоузера, и его место занял Марк Мелансон.
Статистика Грина за 2019 год имела показатель 0—3, 23 сейва, 2,30 ERA и 64 страйкаута за 62+2⁄3 иннинга.
В 2020 году у него был показатель 1—0 с ERA 2.60 в 26 играх (27+2⁄3 иннингов). По завершении сезона он стал свободным агентом.
9 мая 2021 года Грин повторно подписал с «Брэйвз» годовой контракт на 1,5 миллиона $ и попал в команду «Гуиннетт Страйперс», чтобы вернуть игровую форму. За 19 иннингов за «Брэйвз» в 2021 году Грин имел показатель ERA 8.47. 14 августа 2021 года Грин покинул «Брэйвз».
20 августа 2021 года Грин подписал контракт с «Лос-Анджелес Доджерс». За 9 игр он отыграл 6+2⁄3 иннингов за «Доджерс», в которых он допустил три рана, три хита и пять уоков, прежде чем он 22 сентября был отпущен.